# Orden und Ehrenzeichen der Streitkräfte der Vereinigten Staaten

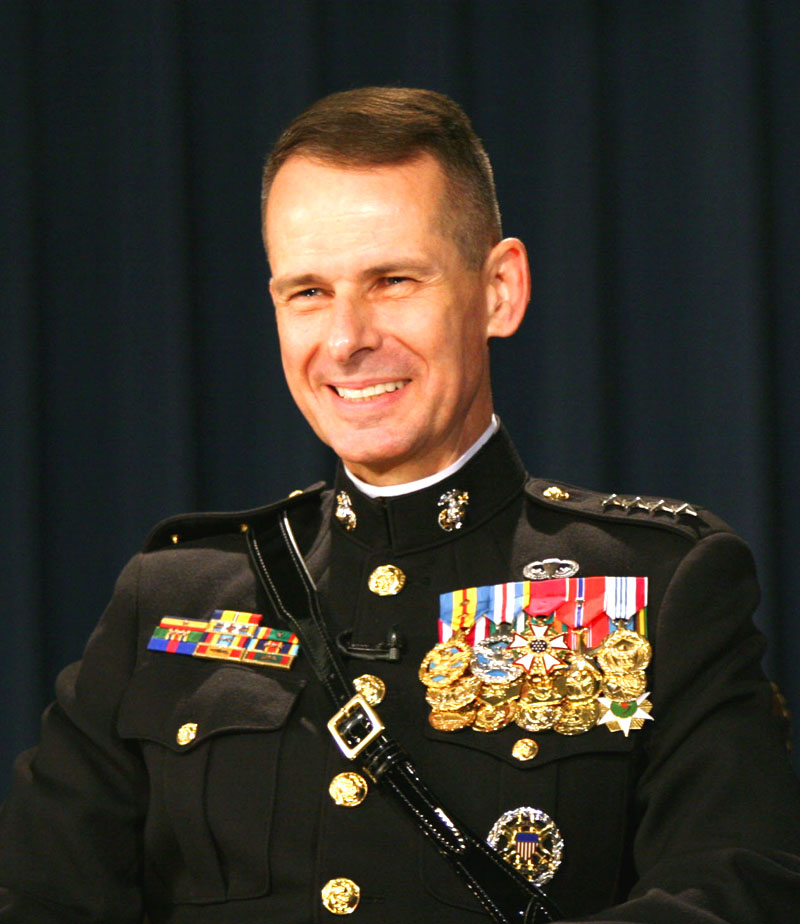
General Peter Pace (USMC) in der
A-Klasse Dress Uniform mit einer Vielzahl von Orden

Die Orden und Ehrenzeichen der Streitkräfte der Vereinigten Staaten sind die militärischen Auszeichnungen, die vom US-Präsidenten oder den Abteilungsleitern der Teilstreitkräfte im US-Verteidigungsministerium (z. B. dem Secretary of the Navy) an die Soldaten verliehen werden.

## Entstehung
Im Ersten Weltkrieg wurden Orden für Kampfhandlungen, beispielsweise die Medal of Honor für Tapferkeit im Kampf gegen den Feind, zum ersten Mal weitläufig verliehen. Neben dem „Distinguished Service Cross“ und der „World War I Victory Medal“ war er der einzige der drei Orden, die zu dieser Zeit verliehen wurden. Die U.S. Air Force hat ihre „Good Conduct Medals“ im Jahre 2002 abgeschafft und im April 2007 eine „Combat Action Medal“ eingeführt.

## Besonderheiten
Viele Orden und Ehrenzeichen der US-Streitkräfte werden mit bronzenem, silbernem oder goldenem Eichenlaub getragen, um eine mehrmalige Verleihung desselben Ordens anzuzeigen, nicht jedoch die Air Medal, bei der kleine arabische goldene Zahlen verwendet werden. Ein bronzenes Eichenblatt steht also für einen weiteren Orden der gleichen Art. Des Weiteren werden fünf bronzene Eichenblätter durch ein silbernes und fünf silberne durch ein goldenes Eichenblatt ersetzt, wobei das goldene Eichenlaub nur theoretisch existiert. So war z. B. General Norman Schwarzkopf, Jr. u. a. Träger des Silver Star mit zweifachem Eichenlaub. Er erhielt diesen Orden also dreimal.
Orden können auch mit Sternen verliehen werden, wobei hier zwei Arten existieren: Award Stars und Service Stars.
Award Stars werden für mehrmalige Verleihungen derselben Kampf- oder Tapferkeitsauszeichnung verliehen, wobei hier jedoch gilt, dass ein goldener Stern fünf silberne Sterne ersetzt. Sie werden von der US Navy, dem US Marine Corps und der US Coast Guard anstelle des Eichenlaubs verwendet.
Service Stars werden für Dienst- oder Kampagnenauszeichnung verliehen, wobei hier fünf bronzene Sterne durch einen silbernen und danach wiederum durch goldene Sterne ersetzt werden.
Zudem existiert eine weitere Auszeichnung für die Hervorhebung der Verleihung eines Ordens für Tapferkeit im Kampf gegen einen bewaffneten Feind, das sogenannte V device (dt. etwa „Tapferkeitsemblem“). Es wird seit dem 22. Dezember 1945 mit Orden verliehen, die für heroische Taten während eines Konflikts gegen einen bewaffneten Feind verliehen werden. Ursprünglich wurde dieses Abzeichen nur zusammen mit dem Bronze Star verliehen. Seit dem 29. Februar 1964 ist es ebenso erlaubt, das V-Abzeichen mit der Air Medal und der Army Commendation Medal zu verleihen, wenn die Taten nicht für die Verleihung des Distinguished Flying Cross oder des Bronze Star genügen. Am 25. Juni 1963 wurde es erlaubt, dass das V-Abzeichen ebenso mit der Joint Service Commendation Medal, verliehen für die Tapferkeit während eines Kampfeinsatzes, verliehen wird. Wird das V-Abzeichen mehrmals mit derselben Auszeichnung verliehen, wird dennoch nur ein V auf dem Orden getragen. Die Kriterien der verschiedenen Teilstreitkräfte sind unterschiedlich.
Ab Januar 2016 wurden das C device (C-Abzeichen steht für Combat, dt. etwa „Kampfemblem“) und das R device (R-Abzeichen steht für remote, dt. etwa „Fernbedienungsemblem“) eingeführt. Das C-Abzeichen wird für Dienst oder Leistung unter Kampfbedingungen in einem Kriegsgebiet verdient, wobei der Soldat nicht selbst gekämpft haben muss. Die Absicht des C-Abzeichens ist es, eine bestimmte Auszeichnung als im Kampfgebiet verdient zu kennzeichnen, da nicht alle militärischen Orden ausschließlich kampfbezogene Auszeichnungen sind. Das R device wird verliehen, wenn ein Soldat aus der Ferne durch Fernbedienung z. B. einer Drohne an einer Kampfhandlung beteiligt war. Die C- und R-Abzeichen haben die gleiche Farbe, Größe und Schriftart wie das V-Abzeichen. Das C-Abzeichen wird zu den verschiedenen Service Medals, dem Distinguished Flying Cross, der Air Medal und den verschiedenen Achievement Medals verliehen. Das R-Abzeichen zu den verschiedenen Service Medals und zu den verschiedenen Achievement Medals. Bei einer Verleihung wird nur eines der Abzeichen verliehen. Dabei hat das V die höchste Priorität, gefolgt vom C und dann vom R. Zu den Orden Legion of Merit und zu den Achievement Medals der Teilstreitkräfte dürfen keine V-Abzeichen mehr verliehen werden.

Bronzenes Eichenlaub
Silbernes Eichenlaub
Award Star (gold)
Award Star (silber)
Service Star (bronze)
Service Star (silber)
V-Tapferkeitsauszeichnung

Für die Soldaten der Nationalgarde der Vereinigten Staaten gibt es in den 50 Bundesstaaten, im District of Columbia, auf Puerto Rico, auf Guam und den Amerikanische Jungferninseln eigene Orden.

## Auszeichnungen der gesamten US-Streitkräfte

### Auszeichnungen des Verteidigungsministeriums und des Kongresses
| Auszeichnung des Kongresses                     | Auszeichnung des Kongresses    | Auszeichnung des Kongresses       | Auszeichnung des Kongresses      | Auszeichnung des Kongresses     |
| Medal of Honor                                  | Medal of Honor                 | Medal of Honor                    | Medal of Honor                   | Medal of Honor                  |
| ----------------------------------------------- | ------------------------------ | --------------------------------- | -------------------------------- | ------------------------------- |
|                                                 |                                |                                   |                                  |                                 |
|                                                 |                                |                                   |                                  |                                 |
| Auszeichnungen des US-Verteidigungsministeriums |                                |                                   |                                  |                                 |
| Defense Distinguished Service Medal             | Defense Superior Service Medal | Defense Meritorious Service Medal | Joint Service Commendation Medal | Joint Service Achievement Medal |
|                                                 |                                |                                   |                                  |                                 |
|                                                 |                                |                                   |                                  |                                 |
| Joint Meritorious Unit Award                    |                                |                                   |                                  |                                 |
|                                                 |                                |                                   |                                  |                                 |

### Verdienstmedaillen
| Auszeichnungen für besondere Verdienste | Auszeichnungen für besondere Verdienste | Auszeichnungen für besondere Verdienste | Auszeichnungen für besondere Verdienste | Auszeichnungen für besondere Verdienste | Auszeichnungen für besondere Verdienste |
| Silver Star                             | Silver Star                             | Silver Star                             | Silver Star                             | Silver Star                             | Silver Star                             |
| --------------------------------------- | --------------------------------------- | --------------------------------------- | --------------------------------------- | --------------------------------------- | --------------------------------------- |
|                                         |                                         |                                         |                                         |                                         |                                         |
|                                         |                                         |                                         |                                         |                                         |                                         |
| Legion of Merit                         | Distinguished Flying Cross              | Bronze Star                             | Purple Heart                            | Meritorious Service Medal               | Air Medal                               |
|                                         |                                         |                                         |                                         |                                         |                                         |
|                                         |                                         |                                         |                                         |                                         |                                         |

### Dienstauszeichnungen
| Dienstmedaillen                | Dienstmedaillen                  | Dienstmedaillen            | Dienstmedaillen                              | Dienstmedaillen            |
| National Defense Service Medal | Armed Forces Expeditionary Medal | Humanitarian Service Medal | Military Outstanding Volunteer Service Medal | Armed Forces Service Medal |
| ------------------------------ | -------------------------------- | -------------------------- | -------------------------------------------- | -------------------------- |
|                                |                                  |                            |                                              |                            |
|                                |                                  |                            |                                              |                            |

| Reserve- und Spezialdienstmedaillen | Reserve- und Spezialdienstmedaillen | Reserve- und Spezialdienstmedaillen |
| Armed Forces Reserve Medal          | Prisoner of War Medal               | Antarctica Service Medal            |
| ----------------------------------- | ----------------------------------- | ----------------------------------- |
|                                     |                                     |                                     |
|                                     |                                     |                                     |

| Vietnam-, Golfkrieg- und Kosovodienstmedaillen | Vietnam-, Golfkrieg- und Kosovodienstmedaillen | Vietnam-, Golfkrieg- und Kosovodienstmedaillen |
| Vietnam Service Medal                          | Southwest Asia Service Medal                   | Kosovo Campaign Medal                          |
| ---------------------------------------------- | ---------------------------------------------- | ---------------------------------------------- |
|                                                |                                                |                                                |
|                                                |                                                |                                                |

| Dienstmedaillen für Dienst im Krieg gegen den Terror und im Irak | Dienstmedaillen für Dienst im Krieg gegen den Terror und im Irak | Dienstmedaillen für Dienst im Krieg gegen den Terror und im Irak | Dienstmedaillen für Dienst im Krieg gegen den Terror und im Irak | Dienstmedaillen für Dienst im Krieg gegen den Terror und im Irak |
| Global War on Terrorism Service Medal                            | Afghanistan Campaign Medal                                       | Global War on Terrorism Expeditionary Medal                      | Iraq Campaign Medal                                              | Inherent Resolve Campaign Medal                                  |
| ---------------------------------------------------------------- | ---------------------------------------------------------------- | ---------------------------------------------------------------- | ---------------------------------------------------------------- | ---------------------------------------------------------------- |
|                                                                  |                                                                  |                                                                  |                                                                  |                                                                  |
|                                                                  |                                                                  |                                                                  |                                                                  |                                                                  |

## Auszeichnungen der US Army

### Verdienstmedaillen
| Verdienstmedaillen der US Army | Verdienstmedaillen der US Army | Verdienstmedaillen der US Army | Verdienstmedaillen der US Army | Verdienstmedaillen der US Army |
| Distinguished Service Cross    | Distinguished Service Medal    | Soldier’s Medal                | Army Commendation Medal        | Army Achievement Medal         |
| ------------------------------ | ------------------------------ | ------------------------------ | ------------------------------ | ------------------------------ |
|                                |                                |                                |                                |                                |
|                                |                                |                                |                                |                                |

### Auszeichnungen für gute Führung
| Auszeichnungen für gute Führung | Auszeichnungen für gute Führung           |
| Army Good Conduct Medal         | Army Reserve Components Achievement Medal |
| ------------------------------- | ----------------------------------------- |
|                                 |                                           |
|                                 |                                           |

### Einheitenauszeichnungen
| Einheitenauszeichnungen    | Einheitenauszeichnungen | Einheitenauszeichnungen       | Einheitenauszeichnungen |
| Presidential Unit Citation | Valorous Unit Award     | Meritorious Unit Commendation | Superior Unit Award     |
| -------------------------- | ----------------------- | ----------------------------- | ----------------------- |
|                            |                         |                               |                         |

In der US Army (und nur dort) ist es vorgeschrieben, dass die Einheitenauszeichnungen separat von den anderen Auszeichnungen auf der rechten Seite der Uniform getragen werden.

### Dienstauszeichnungen
| Dienstauszeichnungen als Ordensband | Dienstauszeichnungen als Ordensband | Dienstauszeichnungen als Ordensband | Dienstauszeichnungen als Ordensband | Dienstauszeichnungen als Ordensband              |
| Army Sea Duty Ribbon                | NCO Professional Development Ribbon | Army Service Ribbon                 | Army Overseas Service Ribbon        | Army Reserve Components Overseas Training Ribbon |
| ----------------------------------- | ----------------------------------- | ----------------------------------- | ----------------------------------- | ------------------------------------------------ |
|                                     |                                     |                                     |                                     |                                                  |

## Auszeichnungen der US Navy und des US Marine Corps

### Verdienstmedaillen
| Verdienstauszeichnungen der US Navy und des US Marine Corps | Verdienstauszeichnungen der US Navy und des US Marine Corps | Verdienstauszeichnungen der US Navy und des US Marine Corps | Verdienstauszeichnungen der US Navy und des US Marine Corps | Verdienstauszeichnungen der US Navy und des US Marine Corps |
| Navy Cross                                                  | Navy Distinguished Service Medal                            | Navy and Marine Corps Medal                                 | Navy & Marine Corps Commendation Medal                      | Navy & Marine Corps Achievement Medal                       |
| ----------------------------------------------------------- | ----------------------------------------------------------- | ----------------------------------------------------------- | ----------------------------------------------------------- | ----------------------------------------------------------- |
|                                                             |                                                             |                                                             |                                                             |                                                             |
|                                                             |                                                             |                                                             |                                                             |                                                             |

### Einsatzmedaillen
| Einsatzmedaillen         | Einsatzmedaillen                 |
| Navy Expeditionary Medal | Marine Corps Expeditionary Medal |
| ------------------------ | -------------------------------- |
|                          |                                  |
|                          |                                  |

### Auszeichnungen für gute Führung
| Auszeichnungen für gute Führung | Auszeichnungen für gute Führung | Auszeichnungen für gute Führung         | Auszeichnungen für gute Führung     |
| Navy Good Conduct Medal         | Marine Corps Good Conduct Medal | Naval Reserve Meritorious Service Medal | Selected Marine Corps Reserve Medal |
| ------------------------------- | ------------------------------- | --------------------------------------- | ----------------------------------- |
|                                 |                                 |                                         |                                     |
|                                 |                                 |                                         |                                     |

### Auszeichnungen für Treffsicherheit
| Auszeichnungen für Treffsicherheit | Auszeichnungen für Treffsicherheit |
| Navy Expert Pistol Medal           | Navy Expert Rifle Medal            |
| ---------------------------------- | ---------------------------------- |
|                                    |                                    |
|                                    |                                    |

### Einheitenauszeichnung
| Einheitenauszeichnungen als Ordensband           | Einheitenauszeichnungen als Ordensband | Einheitenauszeichnungen als Ordensband | Einheitenauszeichnungen als Ordensband |
| Navy and Marine Corps Presidential Unit Citation | Navy Unit Commendation                 | Navy Meritorious Unit Commendation     | Navy "E" Ribbon                        |
| ------------------------------------------------ | -------------------------------------- | -------------------------------------- | -------------------------------------- |
|                                                  |                                        |                                        |                                        |

### Dienstauszeichnungen
| Dienstauszeichnungen als Ordensband | Dienstauszeichnungen als Ordensband | Dienstauszeichnungen als Ordensband  | Dienstauszeichnungen als Ordensband  | Dienstauszeichnungen als Ordensband | Dienstauszeichnungen als Ordensband | Dienstauszeichnungen als Ordensband           |
| Combat Action Ribbon                | Fleet Marine Force Ribbon           | Sea Service Deployment Ribbon        | Arctic Service Ribbon                | Navy Ceremonial Guard Ribbon        | Naval Reserve Sea Service Ribbon    | Navy and Marine Corps Overseas Service Ribbon |
| ----------------------------------- | ----------------------------------- | ------------------------------------ | ------------------------------------ | ----------------------------------- | ----------------------------------- | --------------------------------------------- |
|                                     |                                     |                                      |                                      |                                     |                                     |                                               |
| Navy Recruiting Service Ribbon      | Marine Corps Recruiting Ribbon      | Navy Recruit Training Service Ribbon | Marine Corps Drill Instructor Ribbon | Marine Corps Security Guard Ribbon  | Navy Rifle Marksmanship Ribbon      | Navy Pistol Marksmanship Ribbon               |
|                                     |                                     |                                      |                                      |                                     |                                     |                                               |

## Auszeichnungen der US Air Force

### Verdienstmedaillen
| Verdienstauszeichnungen der US Air Force | Verdienstauszeichnungen der US Air Force | Verdienstauszeichnungen der US Air Force | Verdienstauszeichnungen der US Air Force | Verdienstauszeichnungen der US Air Force | Verdienstauszeichnungen der US Air Force |
| Air Force Cross                          | Air Force Distinguished Service Medal    | Airman's Medal                           | Aerial Achievement Medal                 | Air Force Commendation Medal             | Air Force Achievement Medal              |
| ---------------------------------------- | ---------------------------------------- | ---------------------------------------- | ---------------------------------------- | ---------------------------------------- | ---------------------------------------- |
|                                          |                                          |                                          |                                          |                                          |                                          |
|                                          |                                          |                                          |                                          |                                          |                                          |

### Dienstmedaillen
| Dienstmedaillen               | Dienstmedaillen        | Dienstmedaillen              |
| Air Force Combat Action Medal | Combat Readiness Medal | Air and Space Campaign Medal |
| ----------------------------- | ---------------------- | ---------------------------- |
|                               |                        |                              |
|                               |                        |                              |

### Auszeichnungen für gute Führung
| Auszeichnungen für gute Führung | Auszeichnungen für gute Führung              |
| Air Force Good Conduct Medal    | Air Reserve Forces Meritorious Service Medal |
| ------------------------------- | -------------------------------------------- |
|                                 |                                              |
|                                 |                                              |

### Einheitenauszeichnungen
| Auszeichnungen für gute Führung | Auszeichnungen für gute Führung | Auszeichnungen für gute Führung  | Auszeichnungen für gute Führung | Auszeichnungen für gute Führung |
| Presidential Unit Citation      | Gallant Unit Citation           | Air Force Meritorious Unit Award | Outstanding Unit Award          | Organizational Excellence Award |
| ------------------------------- | ------------------------------- | -------------------------------- | ------------------------------- | ------------------------------- |
|                                 |                                 |                                  |                                 |                                 |

### Dienstauszeichnungen
| Auszeichnungen für gute Führung       | Auszeichnungen für gute Führung | Auszeichnungen für gute Führung                     | Auszeichnungen für gute Führung                         | Auszeichnungen für gute Führung        | Auszeichnungen für gute Führung    |
| Outstanding Airman of the Year Ribbon | Air Force Recognition Ribbon    | Air Force Overseas Short Tour Service Ribbon        | Air Force Overseas Long Tour Service Ribbon             | Air Force Expeditionary Service Ribbon | Air Force Longevity Service Ribbon |
| ------------------------------------- | ------------------------------- | --------------------------------------------------- | ------------------------------------------------------- | -------------------------------------- | ---------------------------------- |
|                                       |                                 |                                                     |                                                         |                                        |                                    |
| Military Training Instructor Ribbon   | Air Force Recruiter Ribbon      | NCO Professional Military Education Graduate Ribbon | Air Force Basic Military Training Honor Graduate Ribbon | Small Arms Expert Marksmanship Ribbon  | Air Force Training Ribbon          |
|                                       |                                 |                                                     |                                                         |                                        |                                    |